# Большая Джухта
Большая Джухта (балка Джухта) — река в Ставропольском крае России. Устье реки находится в 50 км по левому берегу реки Рагули. Длина реки составляет 18 км, площадь водосборного бассейна 113 км².

## Данные водного реестра
По данным государственного водного реестра России относится к Западно-Каспийскому бассейновому округу, водохозяйственный участок реки — Восточный Маныч от истока до Чограйского гидроузла. Речной бассейн реки — Бессточные районы междуречья Терека, Дона и Волги.
Код объекта в государственном водном реестре — 07010000112108200001299.